# Czas urzędowy

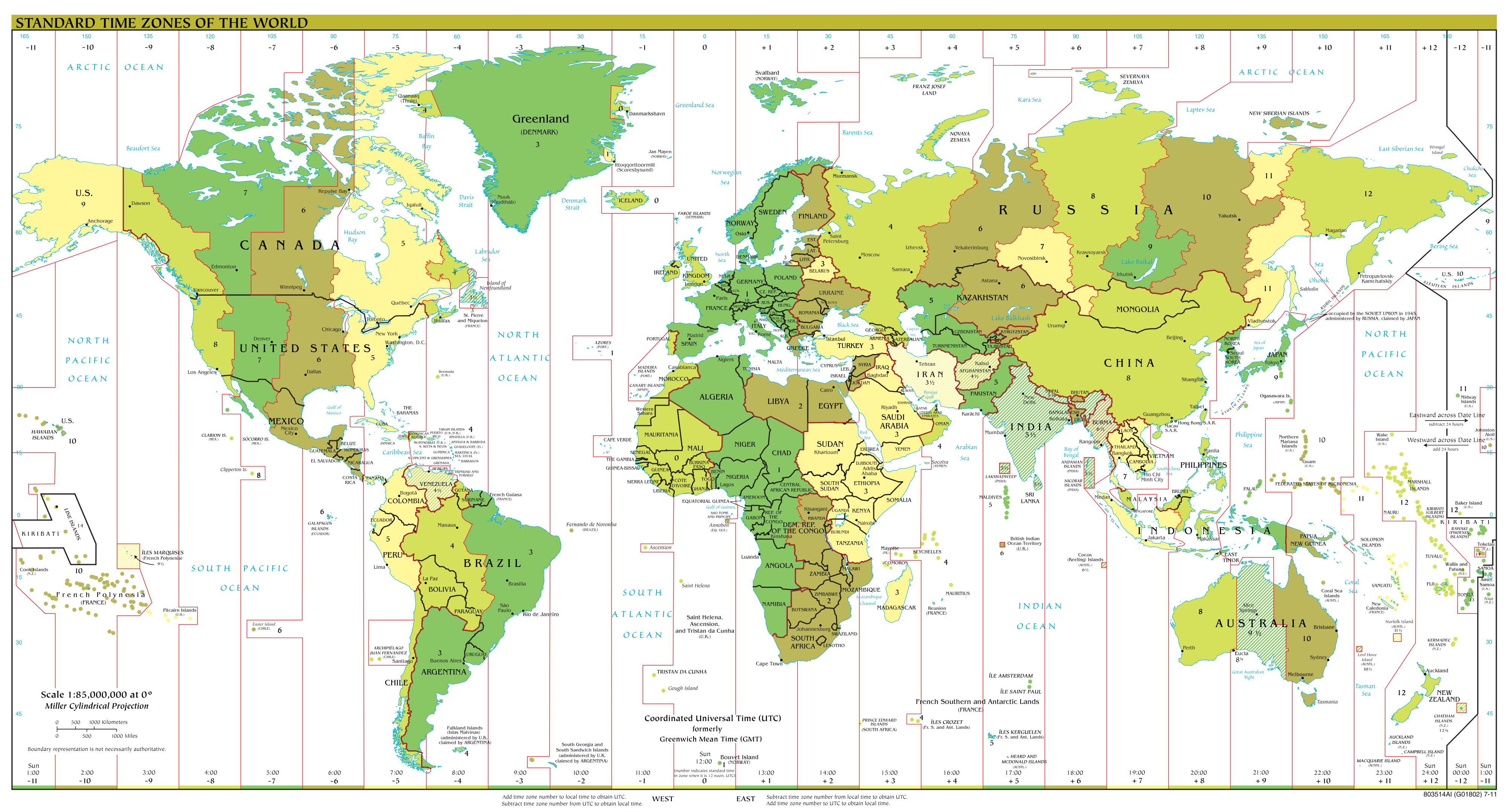
Strefy czasów urzędowych na świecie

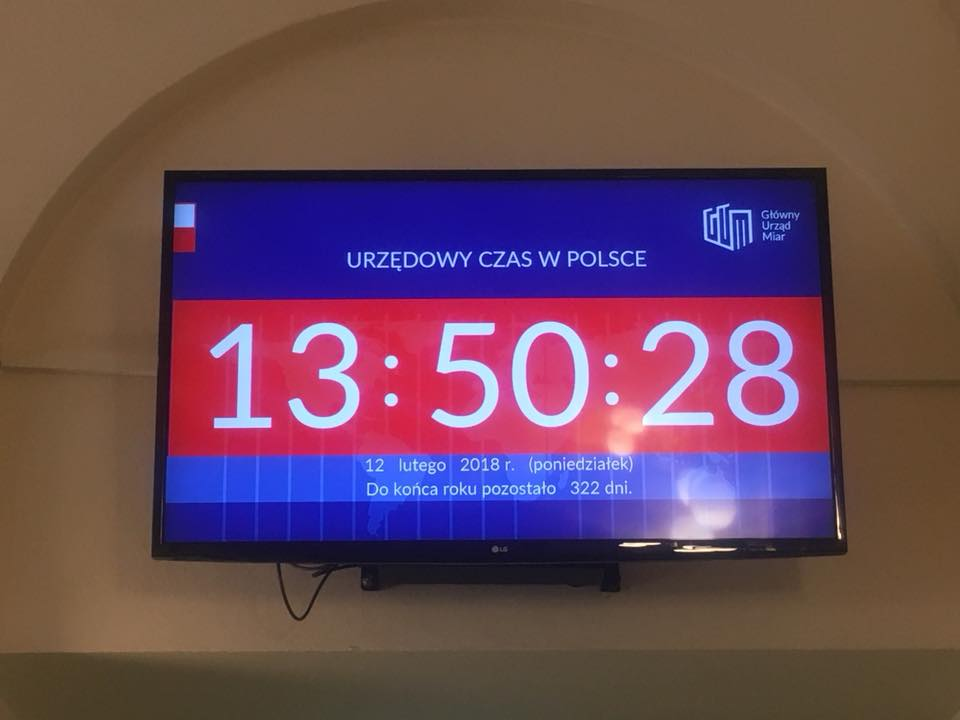
Tablica pokazująca czas urzędowy w siedzibie Głównego Urzędu Miar przy ul. Elektoralnej 2 w Warszawie

Czas urzędowy - umowny czas obowiązujący na danym obszarze, najczęściej państwa lub mniejszej jednostki podziału terytorialnego. 

## Opis
Czas urzędowy najczęściej ustalany jest w taki sposób, by cała jednostka administracyjna znajdowała się w jednej strefie. W państwach o dużej rozciągłości równoleżnikowej na różnych obszarach może obowiązywać inny czas urzędowy.
W większości państw czas urzędowy odpowiada czasowi strefowemu odpowiedniej strefy czasowej. Często dąży się do ujednolicenia czasu wśród państw silnie powiązanych gospodarczo i komunikacyjnie (na przykład czas CET/CEST obowiązujący w większości państw Unii Europejskiej). W niektórych państwach czas urzędowy różni się od strefowego o 30 minut (np. Iran, Afganistan, Indie, Bangladesz, Mjanma czy Australia Południowa) lub 15 minut (Nepal).
W niektórych państwach wprowadza się urzędowo czas letni przesunięty o godzinę w stosunku do czasu strefowego, co ma w zamierzeniu powodować oszczędność energii elektrycznej.

## Czas urzędowy w Polsce
Zgodnie z art. 1 pkt. 1 Ustawy z dnia 10 grudnia 2003 r. o czasie urzędowym na obszarze Rzeczypospolitej Polskiej czasem urzędowym na obszarze Rzeczypospolitej Polskiej jest czas środkowoeuropejski albo czas środkowoeuropejski letni w okresie od jego wprowadzenia do odwołania. Prezes Rady Ministrów wprowadza i odwołuje czas letni środkowoeuropejski, w drodze rozporządzenia, ustalając na okres co najmniej jednego roku kalendarzowego dokładne daty, od których następuje wprowadzenie lub odwołanie czasu letniego, uwzględniając istniejące standardy międzynarodowe w tym zakresie.
W latach 2017–2021 obowiązuje w Polsce Rozporządzenie Prezesa Rady Ministrów z dnia 3 listopada 2016 r. w sprawie wprowadzenia i odwołania czasu letniego środkowoeuropejskiego w latach 2017–2021.
| Rok  | Czas letni środkowoeuropejski wprowadza się             | Czas letni środkowoeuropejski odwołuje się                       |
| ---- | ------------------------------------------------------- | ---------------------------------------------------------------- |
| 2012 | 25 marca                                                | 28 października                                                  |
| 2013 | 31 marca                                                | 27 października                                                  |
| 2014 | 30 marca                                                | 26 października                                                  |
| 2015 | 29 marca                                                | 25 października                                                  |
| 2016 | 27 marca                                                | 30 października                                                  |
| 2017 | 26 marca                                                | 29 października                                                  |
| 2018 | 25 marca                                                | 28 października                                                  |
| 2019 | 31 marca                                                | 27 października                                                  |
| 2020 | 29 marca                                                | 25 października                                                  |
| 2021 | 28 marca                                                | 31 października                                                  |
|      | o godz. 2:00 czasu środkowoeuropejskiego (1:00 UTC(PL)) | o godz. 3:00 czasu letniego środkowoeuropejskiego (1:00 UTC(PL)) |

12 września 2017 r. grupa posłów Polskiego Stronnictwa Ludowego złożyła w Sejmie projekt ustawy o zmianie ustawy o czasie urzędowym na obszarze Rzeczypospolitej Polskiej wprowadzającej w Polsce czas strefy UTC+02:00, nazwany w projekcie czasem środkowoeuropejskim letnim, jako całoroczny czas urzędowy.